# ویلیتا
ویلیتا (به اسپانیایی: Villeta) شهری در کشور پاراگوئه، ناحیه مرکزی است که جمعیت آن در سرشماری سال ۲۰۰۲ میلادی ۱۰٫۱۰۶ نفر بوده‌است.

## نگارخانه

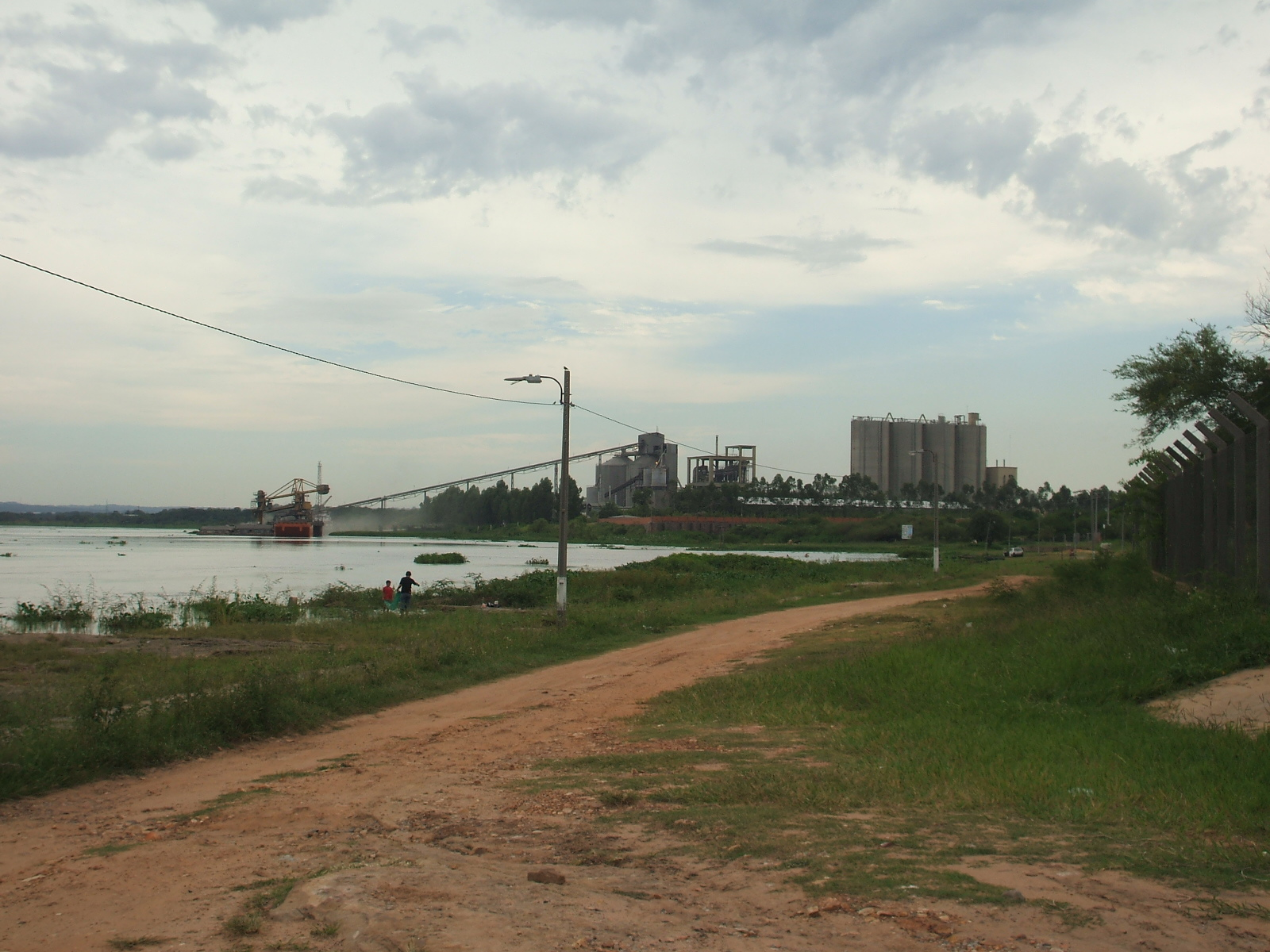
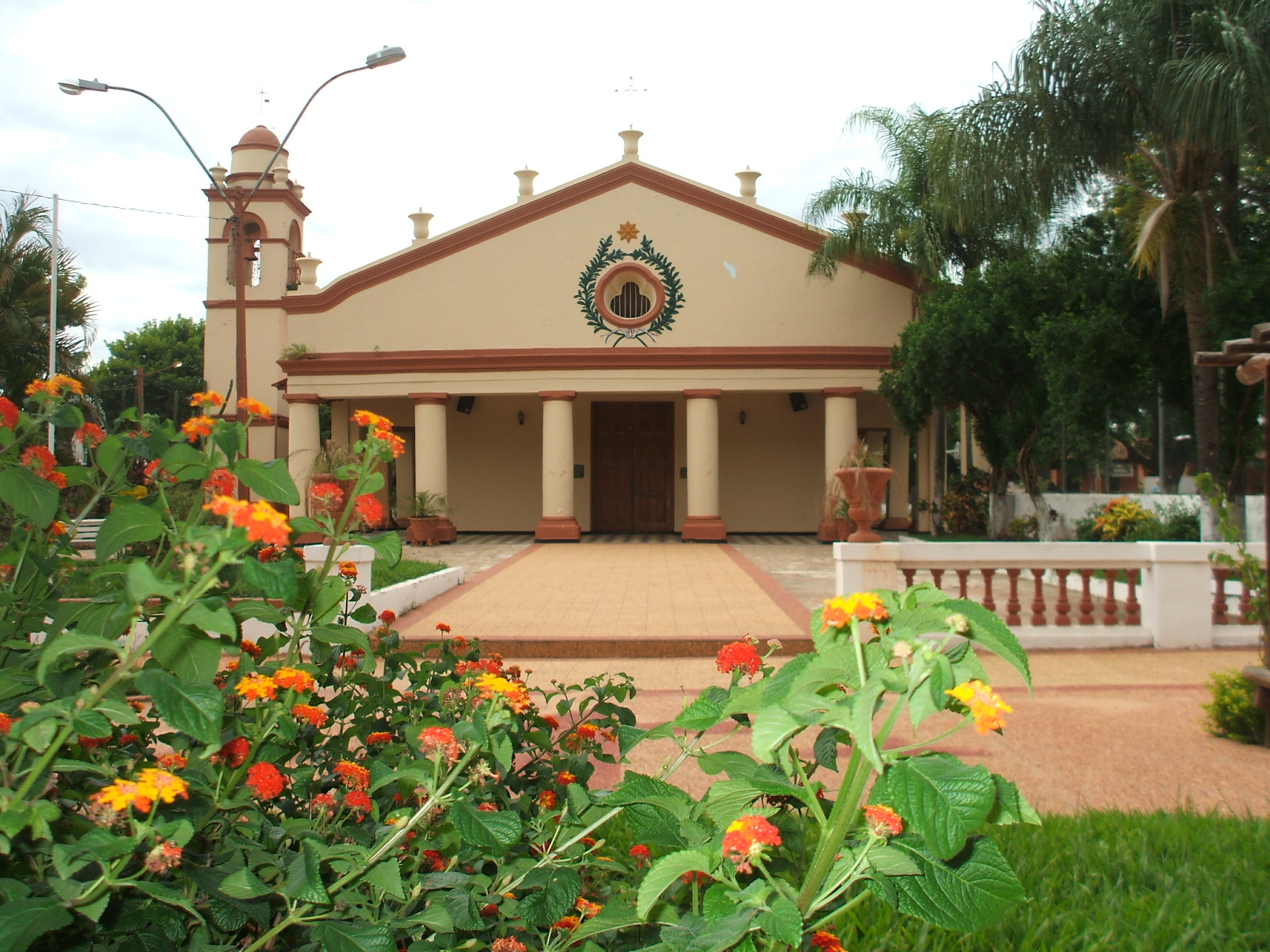
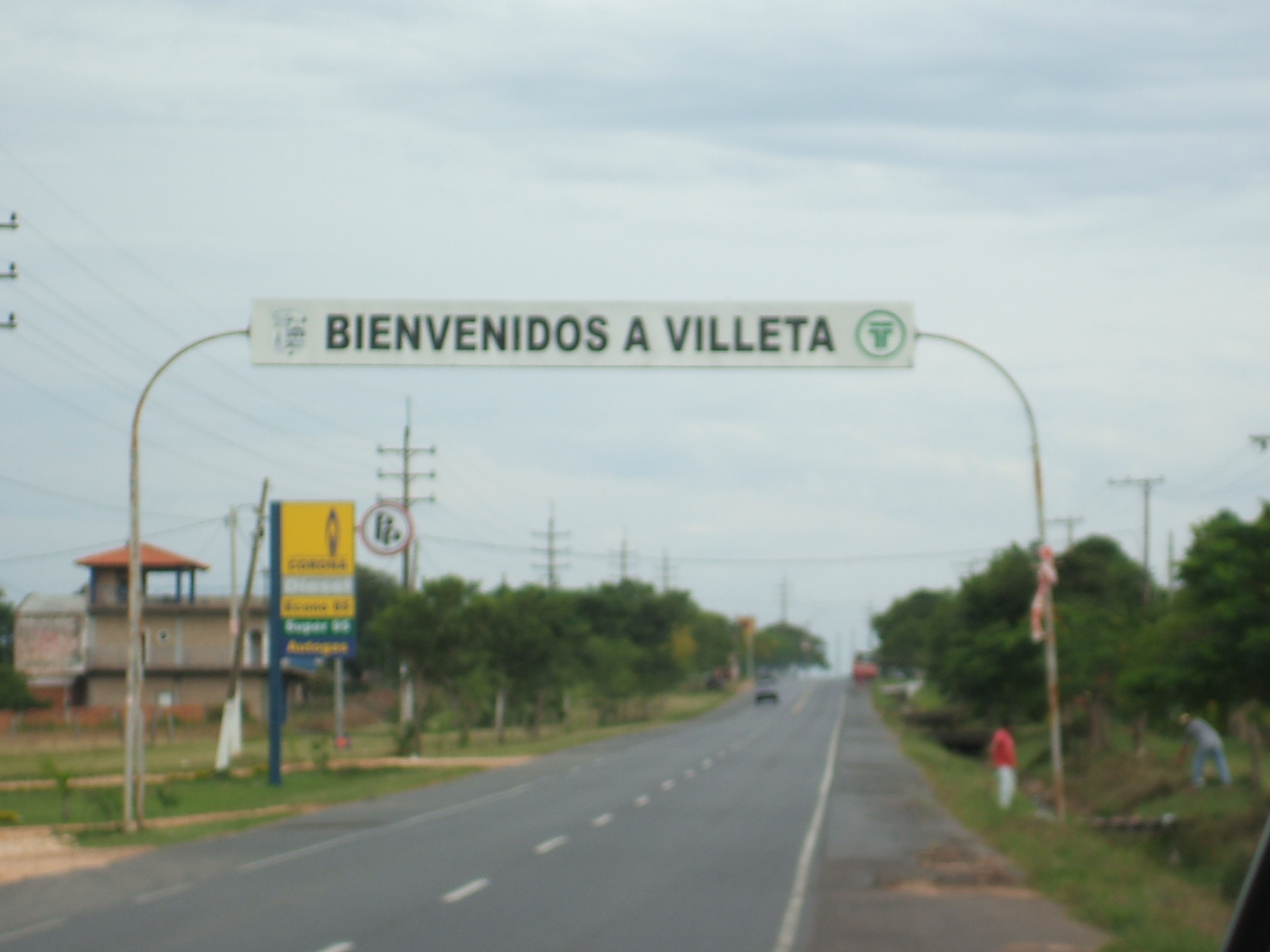
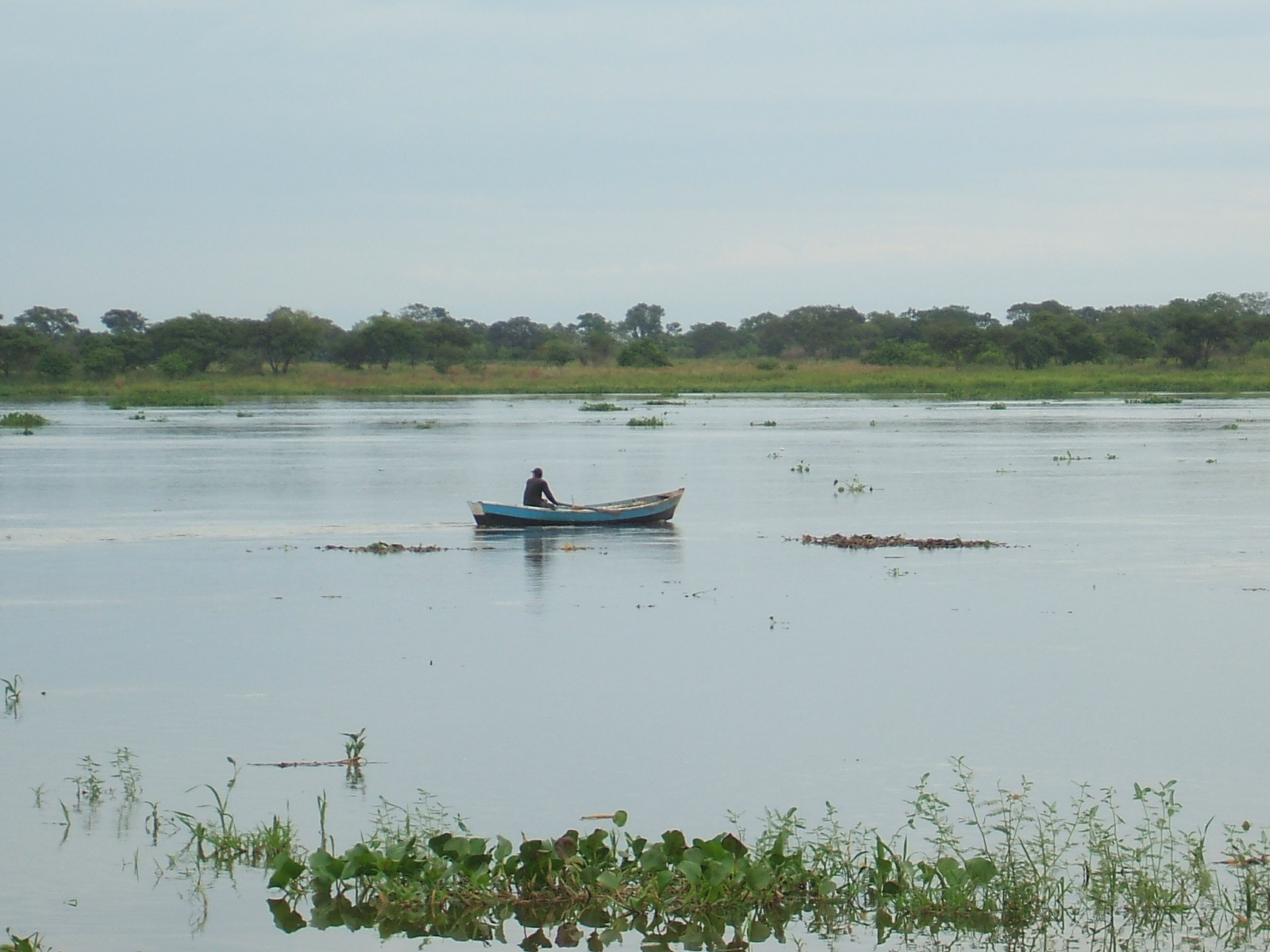
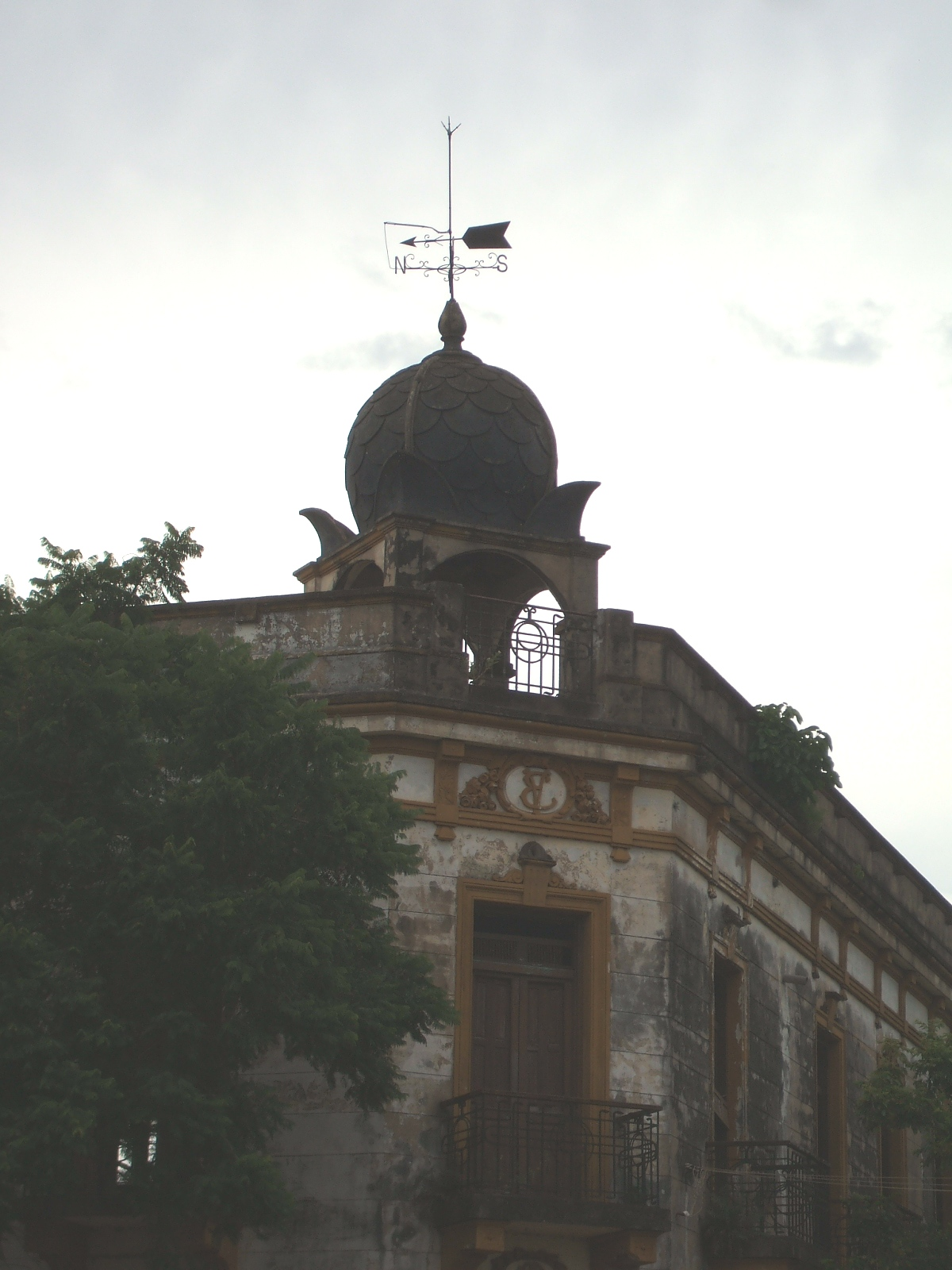
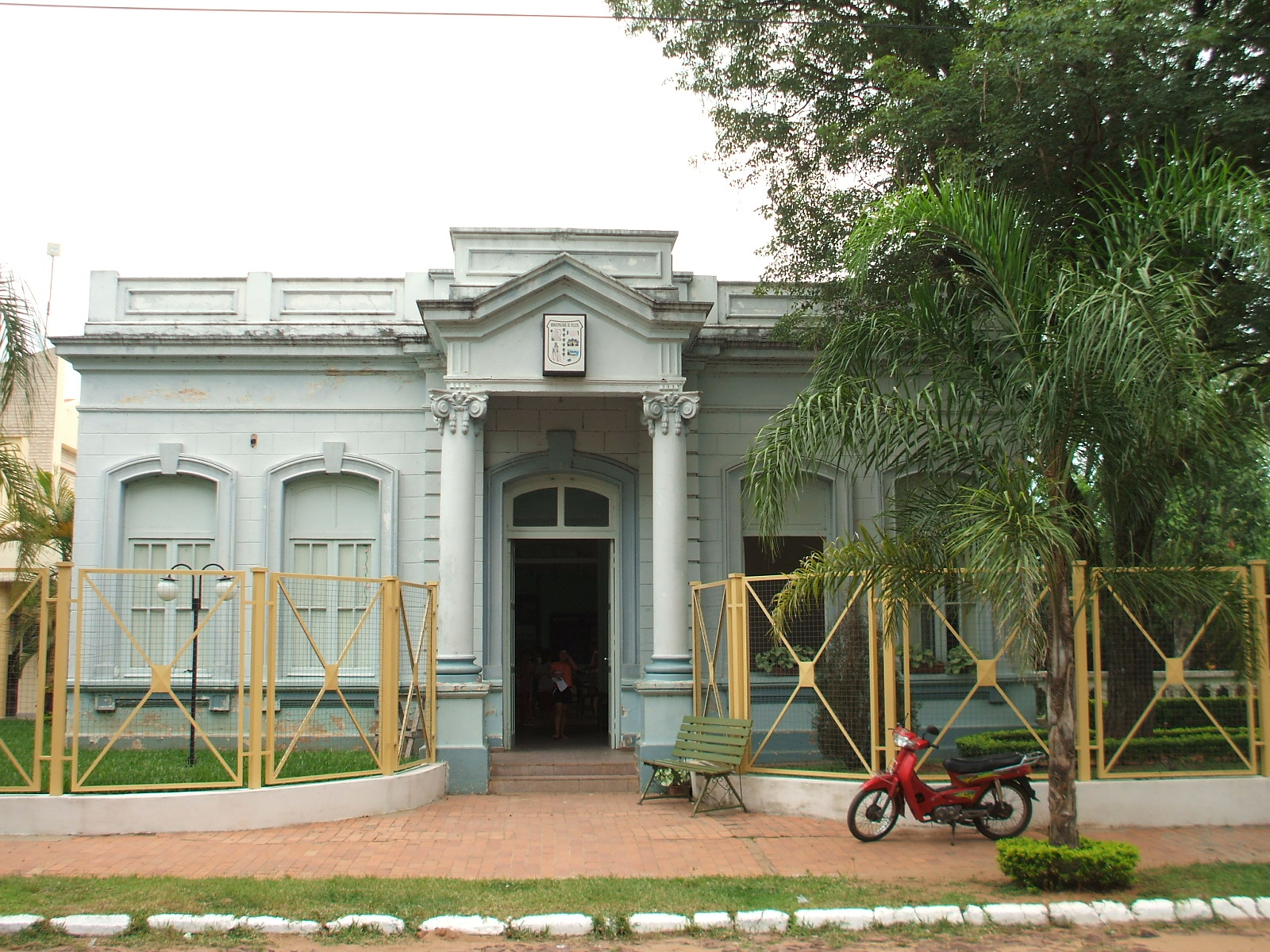